# Crotalus molossus
Espèce
Statut de conservation UICN

 LC  : Préoccupation mineure
Crotalus molossus est une espèce de serpents de la famille des Viperidae.

## Répartition
Cette espèce se rencontre :
- aux États-Unis en Arizona, au Nouveau-Mexique et dans le sud-ouest du Texas ;
- au Mexique.

## Description

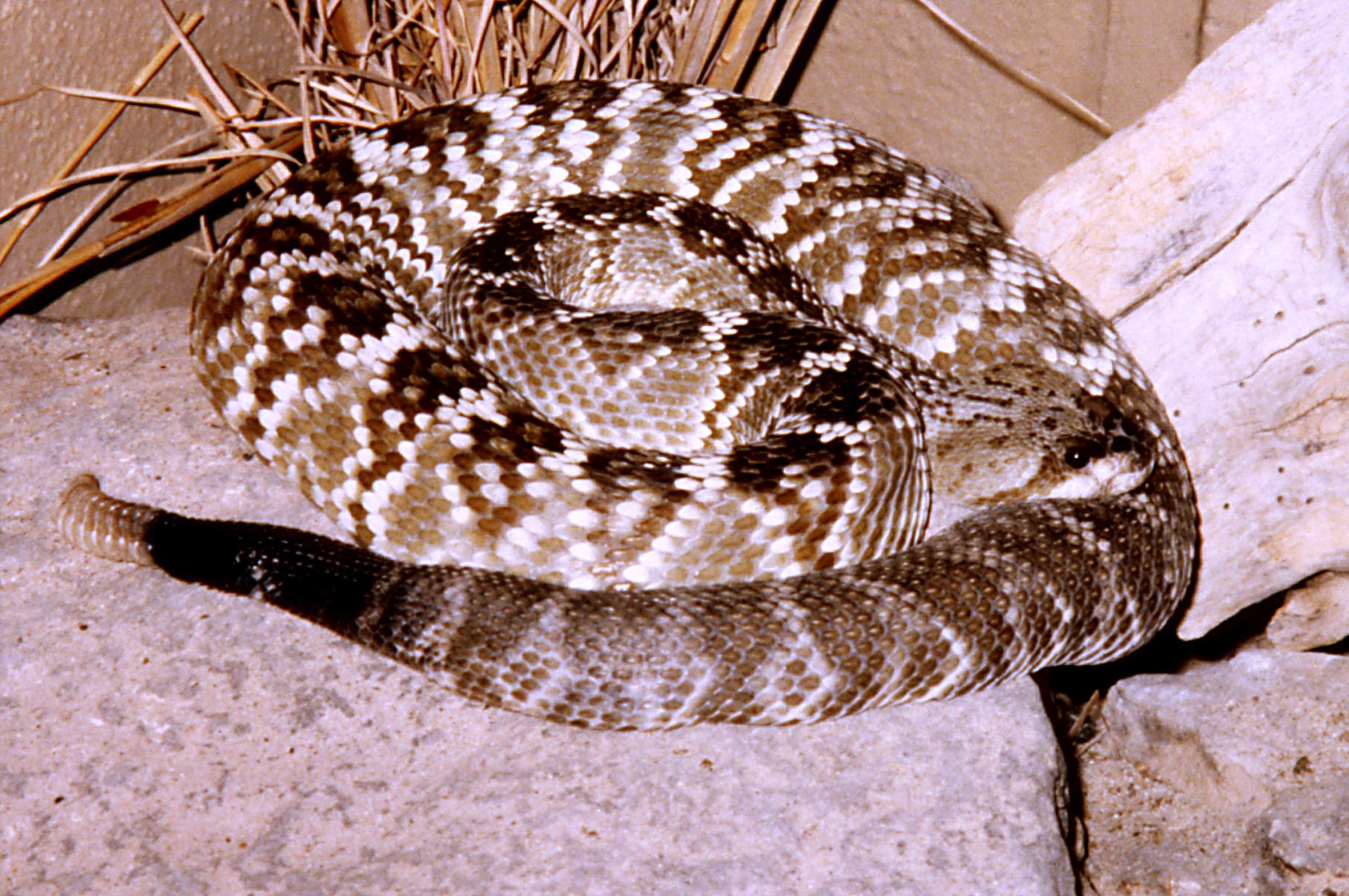
Crotalus molossus molossus

Cette espèce atteint en moyenne de 75 à 110 cm, avec un maximum relevé de 129,5 cm (Shaw & Campbell, 1974). Les femelles sont en général plus grandes que les mâles.

Elle est de couleur variée : vert, olive, jaune, brun, gris plus ou moins sombre, avec de nombreux motifs. La queue est toujours noire. Elle présente souvent une bande sombre qui traverse les côtés de la tête en diagonale.
Ce sont des carnivores qui consomment divers rongeurs et autres mammifères, ainsi que des oiseaux et de petits reptiles. Ils sont principalement diurnes à mi-saison mais deviennent principalement nocturnes durant l'été pour éviter les trop fortes chaleurs de la journée.
La reproduction a lieu au printemps. La femelle donne naissance à des petits vivants (ovoviviparité) durant l'été, en général de 4 à 6 petits mais ce nombre peu dépasser 10. On estime qu'ils peuvent vivre de 15 à 20 ans.

## Liste des sous-espèces
Selon The Reptile Database (13 février 2014) :
- Crotalus molossus estebanensis Klauber, 1949
- Crotalus molossus molossus Baird & Girard, 1853
- Crotalus molossus nigrescens Gloyd, 1936
- Crotalus molossus oaxacus Gloyd, 1948

## Publications originales
- Baird & Girard, 1853 : Catalogue of North American Reptiles in the Museum of the Smithsonian Institution. Part 1.-Serpents. Smithsonian Institution, Washington, p. 1-172 (texte intégral).
- Gloyd, 1936 : A mexican subspecies of Crotalus molossus Baird and Girard. Occasional Papers of the Museum of Zoology, University of Michigan, no 325, p. 1-5 (texte intégral).
- Gloyd, 1948 : Description of a neglected subspecies of rattlesnake from Mexico. Chicago Academy of Sciences, Natural History Miscellanea, no 17, p. 1–4.
- Klauber, 1949 : Some new and revived subspecies of rattlesnakes. Transactions of the San Diego Society of Natural History, vol. 11, no 6, p. 61-116 (texte intégral).